# 唐明皇 (电视剧)
《唐明皇》，是一部1993年首播的中国大陆古装历史剧，改编自作家吴因易的同名系列小说。该剧由中央电视台中国电视剧制作中心录制，陈家林执导，并由刘威、林芳兵、李建群、李如平、郑榕等领衔主演。全剧以武则天登基称帝为引子，至唐玄宗去世完结，刻画了唐玄宗李隆基一生的事迹，展现了开元之治时期的盛唐风貌，其中包含唐隆政变、先天政變、安史之乱等众多历史事件。

## 剧情
公元710年，李旦的第三子临淄王李隆基发动宫廷政变，起兵杀死韦皇后及其党羽，其后逼死了又一个想做女皇的人——太平公主，终于扫清了宫中的女权。李旦又被儿子拥立为皇帝，他和儿子之间也充满了爱护和谅解。生在宫廷斗争白热化的年代，李旦早已厌倦或者说是害怕了那些斗争。公元712年六月，有谣言说根据星象，皇帝有灾，皇太子应当即位。有人挑拨李旦、李隆基父子的关系，但李旦听后并不发怒，反而七月便颁诏令传位给皇太子，自称太上皇。
李隆基登上皇位后，把大唐带上了顶峰，开创了开元盛世的大唐气象。李隆基在励精图治之后便慢慢的变懒惰。李隆基61岁时，看上了自己的儿媳妇。他不顾一切的从儿子手中抢到了佳人。浮华背后，朝廷中的腐败已经达到了惊人的地步，而这一切，李隆基似乎不知道。而此时，一支北方的远征军正在悄然的向中原挺进。安禄山的军队虽然遭到了颜氏家族的顽强抵抗，但叛军还是一路顺利的攻下了洛阳、潼关，最后直逼长安。李隆基狼狈的逃往蜀地。途经马嵬驿时，军士为了发泄强烈的不满情绪，把所有的过错都归到杨氏家族上，他们愤慨的把丞相杨国忠砍成碎片，又逼着李隆基赐死杨贵妃。757年，肃宗派人前往四川迎回玄宗，玄宗对肃宗前呼后拥，随从众多的情景十分感慨。762年，唐玄宗崩逝于神龙殿。

## 制作与反响
本剧与电影《杨贵妃》一起套拍而成，共投资2400万元，是中国大陆拍摄的首部历史鉅製，为此兴建了专门的拍摄场地——江苏无锡影视基地和河北涿州影视城，两剧共历时15个月拍摄完成。该剧在中央电视台一套（CCTV-1）黄金档播出后掀起热潮，引发了各界的热烈反响，广受好评，被誉为一部难得的历史佳作，开大陆历史正剧的先河。

## 制作人员
- 监制：张天民
- 制片人：靳雨生
- 制片主任：仇良、吴必克、翁道才
- 导演：陈家林
- 编剧：张弦（统稿）、叶楠、曹惠、刘臣中
- 小说原著：吴因易
- 编审：今
- 摄像：董觉、杜信
- 美术设计：靳喜武、路奇、赵君
- 作曲：姚盛昌
- 剪辑：王茹、李姝
- 顾问：李斌城、张洁珣
- 服装设计：李建群
- 化妆设计：杨树栋、蒋小群

## 演员名单
- 刘　威 饰 李隆基
- 林芳兵 饰 杨玉环
- 李如平 饰 高力士
- 尹　申 饰 李隆基（幼年）

| - 李建群 饰 武惠妃 - 朱 琳 饰 武则天 - 严敏求 饰 太平公主 - 田成仁 饰 李 旦 - 李静莉 饰 王皇后 - 周 洁 饰 趙麗妃 - 赵 英 饰 韦皇后 - 孙倩倩 饰 安乐公主 - 赵汝平 饰 李 显 - 纪 原 饰 岐 王 - 常宁国 饰 宁 王 - 黄小雷 饰 李 瑁 - 窦连喜 饰 李 瑛 - 郝 岩 饰 咸宜公主 - 宗 平 饰 杨 洄 - 黄光学 饰 李 琚 - 尹 力 饰 李 瑶 - 李小莉 饰 玉真公主 - 林达信 饰 李 亨 - 陈中禾 饰 张良娣 - 张利平 饰 韦 妃 - 李秀江 饰 新寿王妃 - 李 博 饰 李 亨（幼年） - 郭 煜 饰 李 瑛（幼年） - 杨 幂 饰 咸宜公主（幼年） - 王诗源 饰 李 瑁（幼年） - 迟飞飞 饰 荣义郡主 - 辛丽沙 饰 岐王妃 - 车 悦 饰 李 俶 | - 郑 榕 饰 姚 崇 - 陈秀英 饰 姚崇夫人 - 王卫国 饰 姚 彝 - 毛小明 饰 姚 异 - 牛星丽 饰 卢怀慎 - 王 冰 饰 宋 璟 - 韩再峰 饰 陈玄礼 - 韩童生 饰 宗楚客 - 韩听奇 饰 韦 温 - 王志城 饰 韦 璿 - 林宗英 饰 上官婉儿 - 叶庆林 饰 窦怀贞 - 姜 洋 饰 薛崇简 - 李耀华 饰 姜 皎 - 徐雅芝 饰 武素梅 - 赵润峰 饰 长孙昕 - 张玉春 饰 葛福顺 - 车小彤 饰 崔 湜 - 李 弘 饰 张 说 - 水敬勤 饰 慧 范 - 宋宝森 饰 普 润 - 郝铁男 饰 薛 讷 - 赵 健 饰 唐 绍 - 汤志江 饰 王毛仲 - 张京海 饰 李宜德 - 马 群 饰 倪若水 - 邓广勋 饰 尚赞咄 - 王燕民 饰 吴道子 - 黄力加 饰 僧一行 - 吴宝杰 饰 张 旭 - 楚建富 饰 晁 衡 | - 娄际成 饰 李林甫 - 颜彼得 饰 安禄山 - 高兰村 饰 杨国忠 - 李爱莉 饰 裴 柔 - 廖学秋 饰 杨玉瑶 - 巴立红 饰 杨玉琇 - 于立文 饰 杨玄璬 - 陆 军 饰 杨 铦 - 梁兴家 饰 杨 琦 - 郭卫红 饰 杨玉玲 - 程文宽 饰 杨慎矜 - 陈卫国 饰 韦 坚 - 杜志刚 饰 韦 芝 - 石维坚 饰 李 白 - 陈 颖 饰 张九龄 - 王 培 饰 贺知章 - 韩 力 饰 李适之 - 王 英 饰 牛仙客 - 郭少雄 饰 吉 温 - 杨平友 饰 李 岫 - 李虎城 饰 李 泌 - 陈从明 饰 李龟年 - 张小军 饰 王忠嗣 - 侯永生 饰 哥舒翰 - 李 明 饰 李辅国 - 邵万林 饰 韦见素 - 于德安 饰 王思礼 - 李良涛 饰 史思明 - 彭 军 饰 郭子仪 - 杨海泉 饰 安庆绪 - 刘同伟 饰 严 庄 - 蒋崇侠 饰 高 尚 - 许文广 饰 安庆宗 - 陈维亚 饰 孙孝哲 - 李国靖 饰 何 盈 - 赵 凯 饰 李 起 - 鞠新华 饰 杜运 - 苏 可 饰 小鸭儿 - 王宏涛 饰 马嵬坡老僧 - 徐秀林 饰 老宫女 | - 董知知 饰 元秋儿 - 李迎秋 饰 王 菱 - 石 敏 饰 公孙玲儿 - 胡泽红 饰 周才人 - 肖小华 饰 牛贵儿 - 贾占红 饰 牛秀儿 - 狄凤荣 饰 马神婆 - 张 蓓 饰 花 儿 - 卢 持 饰 杨 焕 - 吴必克 饰 张刺史 - 王光权 饰 潞州狂人 - 李 伊 饰 胡 姬 - 刘云明 饰 工 匠 |

## 节目变迁
| 重温经典频道 电视剧剧场三 週一至週日 22:30-24:00 | 重温经典频道 电视剧剧场三 週一至週日 22:30-24:00 | 重温经典频道 电视剧剧场三 週一至週日 22:30-24:00 |
| ------------------------------------------------ | ------------------------------------------------ | ------------------------------------------------ |
|                                                  | 唐明皇 （2024.5.19 - ）                          |                                                  |
| 倚天屠龍記 （2024.4.28 - 2024.5.18）             | 待定                                             |                                                  |